# Микільський хутір
Микільський хутір — історична місцевість Києва, хутір. Лежить у одній з найпівнічніших точок міста, уздовж Мінського шосе за 7 км на північ від площі Тараса Шевченка.

## Історія
Микільський хутір Покровського жіночого монастиря виник найімовірніше на початку ХХ ст., адже він ще не зафіксований на топографічній мапі 1897 року. Ліс, що належав хутору, займав північно-східний кут лісового масиву Пуща-Водицького лісу. У хуторі 
було декілька будівель, велося господарство, була пасіка. 
Хутір було включено до меж Києва 1923 року. За даними довідника «Список поселень Київщини» (1924), у хуторі Микольський (так у довіднику) мешкало 17 осіб. Того ж 1924 року хутір передано для забудови незаможникам села Вишгород. 
Топографічна мапа 1932 року зображує на терені хутора (назву не вказано) 10 дворів. За даними того ж 1932 року, у хуторі Никільський (так у першоджерелі) 
Вишгородської сільської ради мешкало 82 особи. Голодомор 1932–1933 років забрав життя 10 хуторян. З полів Другої світової війни не повернулися 5 мешканців хутора. 
У 1950-ті роки на хуторі Микільському над Мінським шосе створено шляхову дільницю, зведено одноповерхову будівлю контори дільниці. Станом на 2020 
рік на Микільському хуторі налічується 12 садиб. Також поряд із хутором розташована одна з найвищих точок північних міських лісів, висота над рівнем моря 171,3 метра. 2022 року єдину вулицю хутора перейменовано на його честь на Микільсько-Хутірську.